# Vännäs HC
Der Vännäs HC ist ein 1979 gegründeter schwedischer Eishockeyklub aus Vännäs. Die Mannschaft spielt in der drittklassigen Hockeyettan.

## Geschichte
Der Vännäs HC wurde 1979 gegründet. Die Mannschaft spielte von 1991 bis 1994 in der damals noch zweitklassigen Division 1. Seit der Jahrtausendwende tritt die Mannschaft regelmäßig in der inzwischen Hockeyettan genannten drittklassigen Division 1 an.

## Bekannte ehemalige Spieler
- Per Ledin